# Societat Geològica d'Espanya
La Societat Geològica d'Espanya (SGE) és una associació científica sense ànim de lucre dedicada a la promoció de la geologia a Espanya.

## Junta de govern i comissions
La junta de govern està constituïda per un president, un vicepresident, dos secretaris, un sotssecretari, un tresorer, set vocals i amb veu, però sense vot, els editors i l'organitzador del Congrés Geològic d'Espanya.
La Societat ha establert diferents comissions sobre temes específics: Tectònica, Patrimoni Geològic, Història de la Geologia, Dones i Geologia, Geologia Sedimentària, Paleomagnetisme i Petrologia, Geoquímica i Geocronologia de Roques Ígnies i Metamòrfiques.

## Publicacions
La Societat publica periòdicament les revistes científiques Revista de la Sociedad Geológica de España (ISSN 0214-2708), principal publicació de la Societat, amb treballs extensos relacionats amb les ciències de la Terra, i Geogaceta (ISSN 0213-683X), amb articles curts de temes presentats en alguna de les reunions de la Societat.
Amb caràcter no periòdic publica les sèries Geo-Temas, amb treballs de recerca presentats a congressos geològics, i Geo-Guías, guies de camp amb itineraris geològics espanyols.
Així mateix ha publicat volums monogràfics, com la sèrie de geo-guies amb diversos itineraris geològics, i llibres com Towards the balanced management and conservation of the geological heritage in the new millennium (1999) i Geología de España (2004), en col·laboració amb l'Institut Geològic i Miner d'Espanya, Patrimonio geológico en la Comunidad Autónoma de Madrid (1998) o una edició facsímil de l'edició d'Ezquerra del Bayo de 1847 dels Elementos de geología de Charles Lyell (1988).